# Ella Kalsbeek
Neeltje Adriana (Ella) Kalsbeek-Jasperse (Middelburg, 5 januari 1955) is een Nederlandse voormalige politica en bestuurder. Namens de Partij van de Arbeid was ze lid van de Tweede Kamer en korte tijd staatssecretaris van Justitie. Van 1 augustus 2014 tot en met 30 juni 2021 was zij voorzitter van de Landelijke Huisartsen Vereniging (LHV).

## Loopbaan
Kalsbeek studeerde tot 1977 Nederlands recht aan de Erasmus Universiteit Rotterdam. Tijdens haar studie was ze als vrijwilligster werkzaam bij de Rechtswinkel Dordrecht. Na haar studie was ze werkzaam als docent en beleidsmedewerker. Van 1983 tot 1989 was ze werkzaam als stafmedewerker en algemeen jurist van de PvdA-fractie in de Tweede Kamer. Bij de Tweede Kamerverkiezingen 1989 werd ze gekozen in het parlement. Ze was onder meer voorzitter van de Tijdelijke Commissie uitvoering aanbevelingen enquêtecommissie opsporingsmethoden.
Van januari 2001 tot juli 2002 was zij staatssecretaris van Justitie tijdens het Kabinet-Kok II, als opvolgster van Job Cohen die burgemeester van Amsterdam was geworden. Ze bracht onder meer wijzigingen tot stand in het beleid ten aanzien van Alleenstaande Minderjarige Asielzoekers (AMA) en bracht een nota uit over de bestrijding van de jeugdcriminaliteit. Ze hield zich bezig met het versnellen van doorlooptijden bij de Politie, bureau Halt, Raad voor de Kinderbescherming en het Openbaar Ministerie; de daarvoor ontwikkelde normen dragen haar naam: de Kalsbeeknormen. Na haar periode in het kabinet keerde ze terug in de Kamer. Ze hield zich bezig met jeugdbeleid, jeugdstrafrecht, het koninklijk huis en onderwerpen op het terrein van het ministerie van algemene zaken. Kalsbeek was voorzitter van de algemene commissie voor het integratiebeleid en van de commissie voor de Geloofsbrieven.
Een paar maanden voor de Tweede Kamerverkiezingen 2006 besloot Kalsbeek zich niet meer verkiesbaar te stellen. Op 29 november 2006 nam ze afscheid van het parlement. Van 1 maart 2007 tot 1 augustus 2014 was ze voorzitter van de Raad van Bestuur van Altra, een instelling voor jeugdzorg en speciaal onderwijs in Amsterdam. Op 24 juni 2014 werd zij met ingang van 1 augustus 2014 benoemd tot voorzitter van de Landelijke Huisartsen Vereniging en op 5 juni 2018 volgde een herbenoeming voor 4 jaar. Per 1 april 2021 stopte zij als voorzitter van de Landelijke Huisartsen Vereniging (LHV).
Enkele van haar nevenfuncties zijn en waren: voorzitter van de Raad van Toezicht van het Nederlands jeugd instituut (2006-2014), voorzitter van de stuurgroep professionalisering in de jeugdzorg (vanaf 2007), voorzitter van de Raad van Toezicht van het Centraal orgaan Opvang asielzoekers (2011-2015), vicevoorzitter van Landelijk Expertisecentrum Speciaal Onderwijs, Lid van de Raad van Toezicht van de Universiteit van Tilburg, voorzitter Raad van Toezicht Woonzorg Haaglanden (2005-2009), voorzitter kandidaatstellingscommissie Tweede en Eerste Kamer van de PvdA (2009-2012). Daarnaast leidde zij op verzoek van diverse ministers deskundigen commissies onder andere betreffende lesbisch ouderschap, internationale adoptie, dienstverlening aan huis. Van 2006-2013 was zij lid van het bestuur van de Nederlands-Boliviaanse NGO Chakana.

## Persoonlijk
Kalsbeek heeft drie kinderen. Ze is in 1998 gescheiden, maar hield de achternaam van haar voormalige echtgenoot aan. Ze is hertrouwd met Jan van Zijl.
- Parlement.com: vg09llqco6wy